# Geissstein
Le Geißstein est une montagne qui s’élève à 2 363 m d’altitude dans les Alpes de Kitzbühel, en Autriche.